# Ана Ногеира де Лука
Ана Ногеира де Лука (порт. Ana Nogueira de Luca; Поусо Алто, 21. јун 1896 — Сао Себастијан до Рио Верде, 18. новембар 2010) била је бразилска суперстогодишњакиња која је према гинисовој књизи рекорда носила титулу најстарије живе особе на свету у периоду од 4 до 18. новембра 2010. године.

## Биографија
Ана Ногеира де Лука рођена је у Поусо Алтоу, Минас Жераис, Бразил, 21. јуна 1896. године. Када је имала 13 година преминула јој је мајка, па је морала да се брине о млађој браћи и сестрама. 17. јануара 1917. године, удала се за зубара по имену Еђидио де Лука, а заједно су имали 12 деце.
У 98. години живота пала је и сломила ногу, али је након операције и физикалне терапије успела да поврати способност ходања. Међутим, када је имала 111 година, њена покретљивост је била много ограниченија и патила је од губитка слуха.
4. новембра 2010, након смрти 114-годишње Ежени Бланшар из Сен Бартелемија, постала је најстарија жива особа на свету.
Ана Ногеира де Лука преминула је у Сао Себастијану до Рио Вердеу, Минас Жераис, Бразил, 18. новембра 2010. године, у доби од 114 година и 150 дана. Након њене смрти, случајно још једна Бразилка, Марија Гомес Валентим, рођена само две недеље касније, преузела је титулу најстарије живе особе на свету.